# Ewelle
Ne doit pas être confondu avec Ewell.
Ewelle est un village du Cameroun, situé dans la Région du Sud-Ouest, à proximité de la frontière avec le Nigeria. Il est rattaché administrativement à la commune d'Eyumodjock, dans le département de la Manyu.

## Population
Ewelle comptait 397 habitants en 1953, 761 en 1967, principalement Ejagham.
Lors du recensement de 2005 on y a dénombré 1 357 personnes.